# Colette Passemard
Pour les articles homonymes, voir Passemard.
Colette Passemard-Ponchet, née le 6 janvier 1946 à Ussel (Corrèze), est une ancienne basketteuse française.

## Club
- 1963-1967 :  CS Clichy
- 1967-1969 :  Paris UC
- 1969-1978 :  Clermont UC

## Palmarès

### Club
compétitions internationales 
- Finaliste de la Coupe des Champions 1971, 1973, 1974 et 1976,1977

 compétitions nationales 
- Championne de France 1970, 1971, 1972, 1973, 1974, 1975, 1976, 1977, 1978

### Sélection nationale
Championnat du monde de basket-ball féminin
- 6e du Championnat du Monde 1971,  Brésil

Championnat d'Europe de basket-ball féminin
- 4e du Championnat d'Europe féminin 1976,  France
- 7e du Championnat d'Europe féminin 1974,  Italie
- 4e du Championnat d'Europe féminin 1972,  Italie
- Médaillée d'argent aux Championnats d'Europe féminin 1970,  Pays-Bas
- 11e du Championnats d'Europe féminin 1968,  Italie
- 11e du Championnats d'Europe féminin 1966,  Roumanie

autres
- Première sélection le 13 mai 1966 Karlovac (Croatie) contre le Danemark
- Dernière sélection le 30 juin 1976 à Hamilton (Canada) contre le Mexique.
- 209 sélections
- 752 points

### Distinction personnelle
- MVP française : 1973
- Médaille d'or de la FFBB : 1997
- Médaille d'argent Jeunesse et Sports
- Coq d'or de la FFBB : 2007
- Chevalier de l'ordre national du mérite : 2011